# Praça dos Três Poderes
A Praça dos Três Poderes é um logradouro público em Brasília, capital do Brasil, um amplo espaço aberto que contém os três edifícios monumentais que representam os três poderes da República brasileira (além de outras edificações e monumentos atualmente): o Palácio do Planalto, sede do Executivo federal brasileiro; o palácio do Supremo Tribunal Federal, sede da corte máxima do Judiciário; e o palácio do Congresso Nacional do Brasil, sede do Legislativo federal.
Como em quase todos os logradouros da cidade, a parte urbanística e arquitetônica foi idealizada por Lúcio Costa (1902-1988) e, as construções foram concebidas por Oscar Niemeyer (1907-2012) com projetos estruturais de Joaquim Cardozo.

## História
A transferência da capital federal para uma região central do país foi idealizada no século XIX por José Bonifácio de Andrada e Silva, patrono da Independência do Brasil, como o objetivo de protegê-la de eventuais ataques estrangeiros através do litoral.

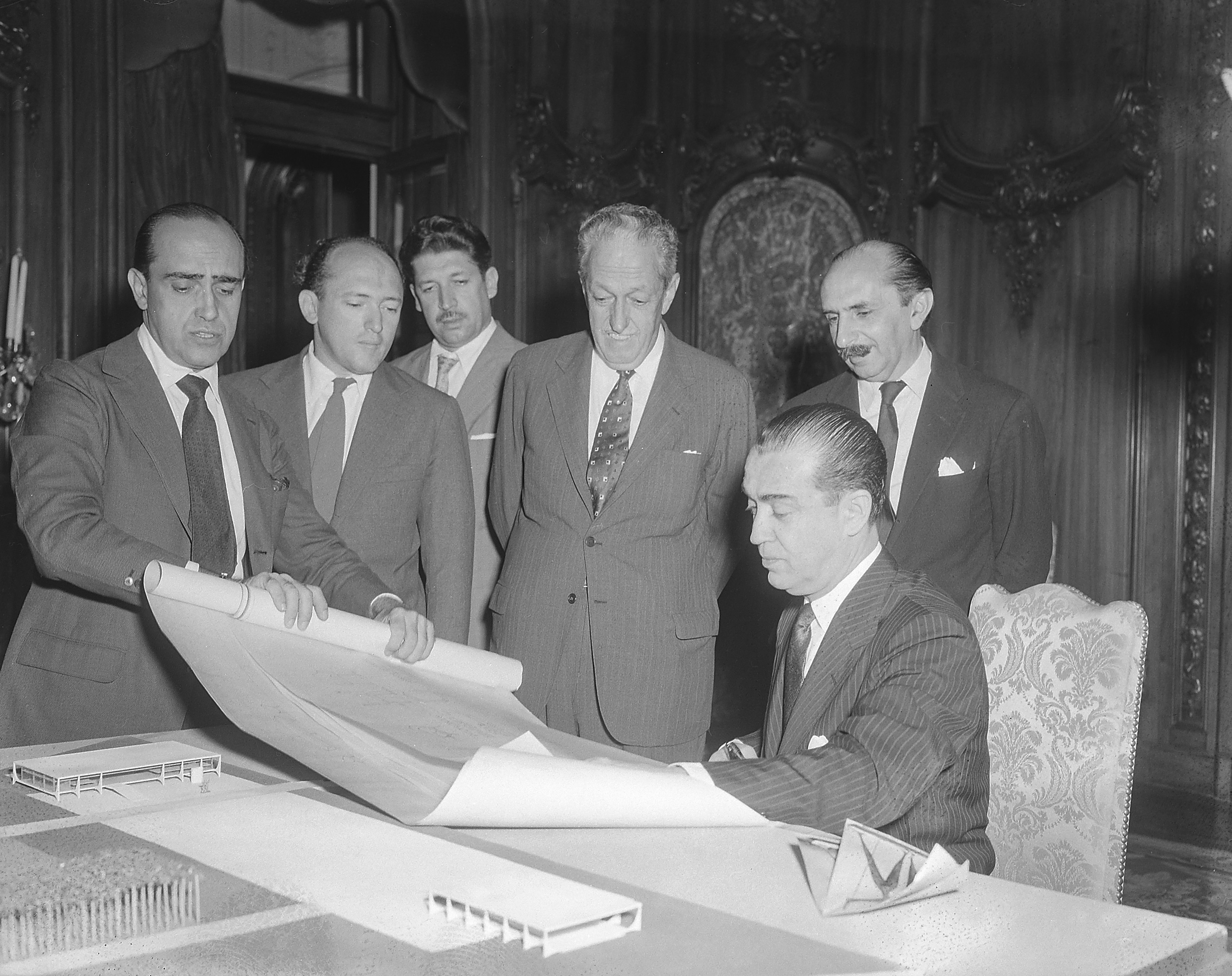
Oscar Niemeyer, Israel Pinheiro, Lúcio Costa e JK examinam o projeto da Praça dos Três Poderes

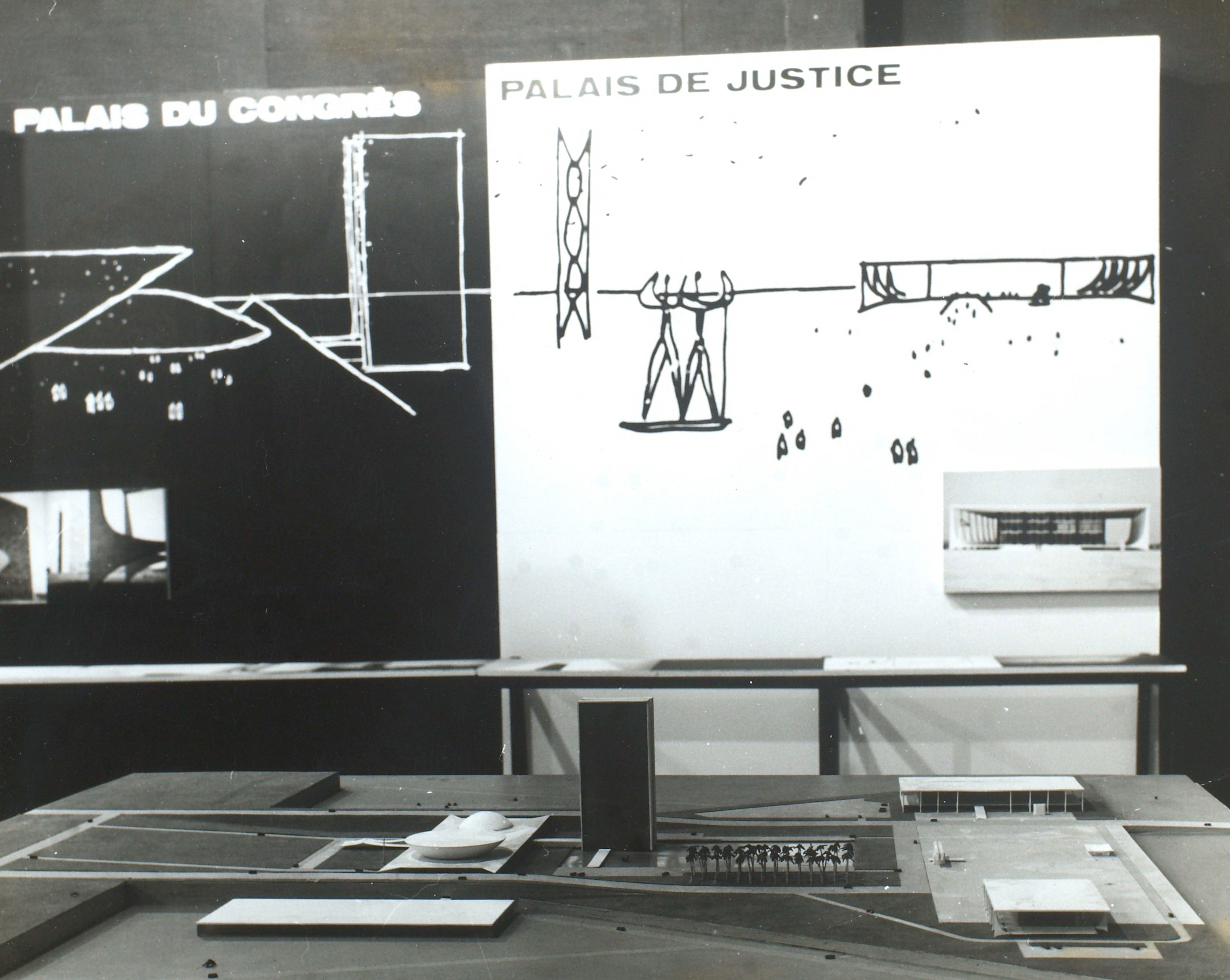
Uma maquete e desenhos da Praça dos Três Poderes em exposição

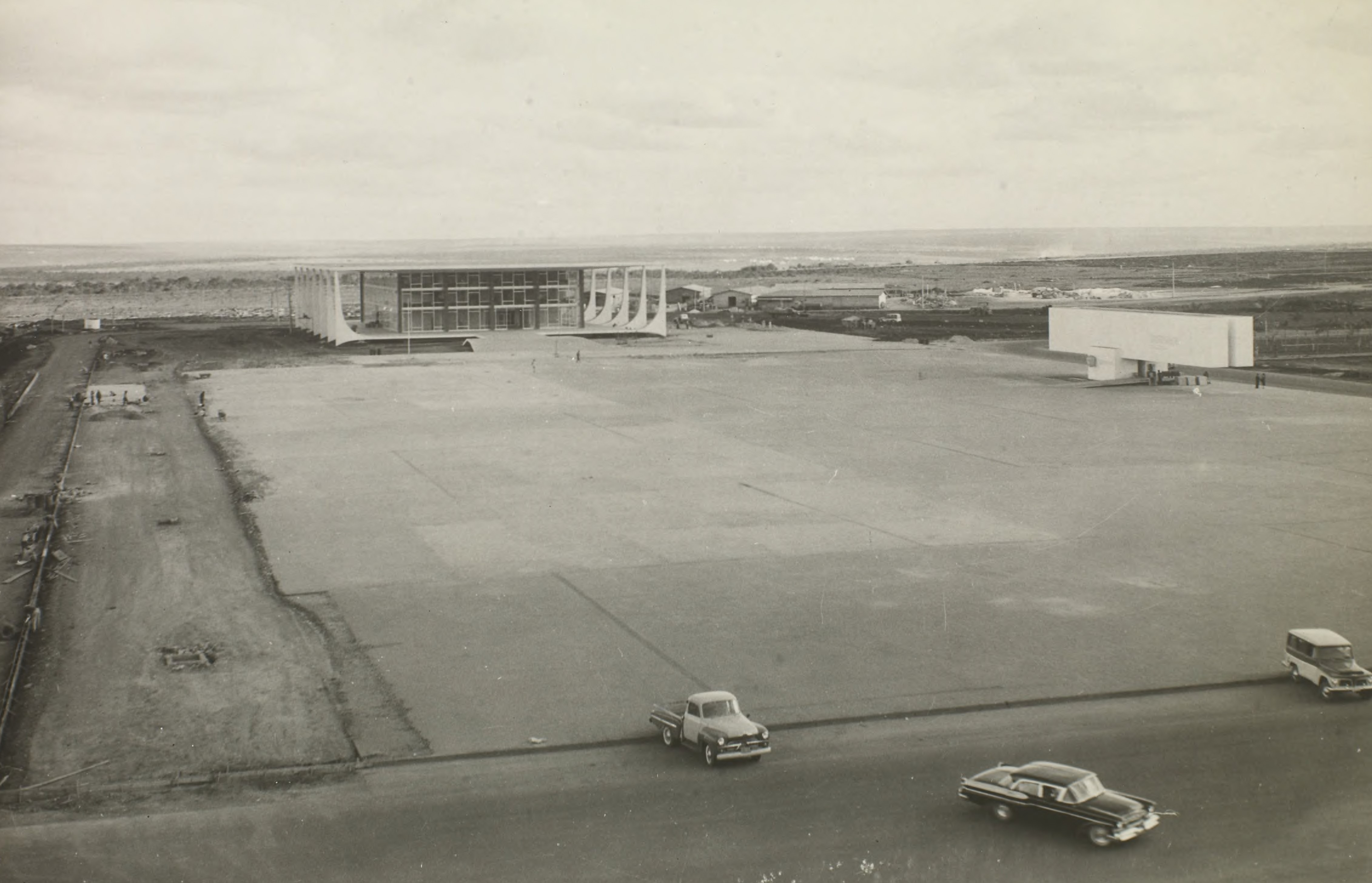
A praça sendo construída

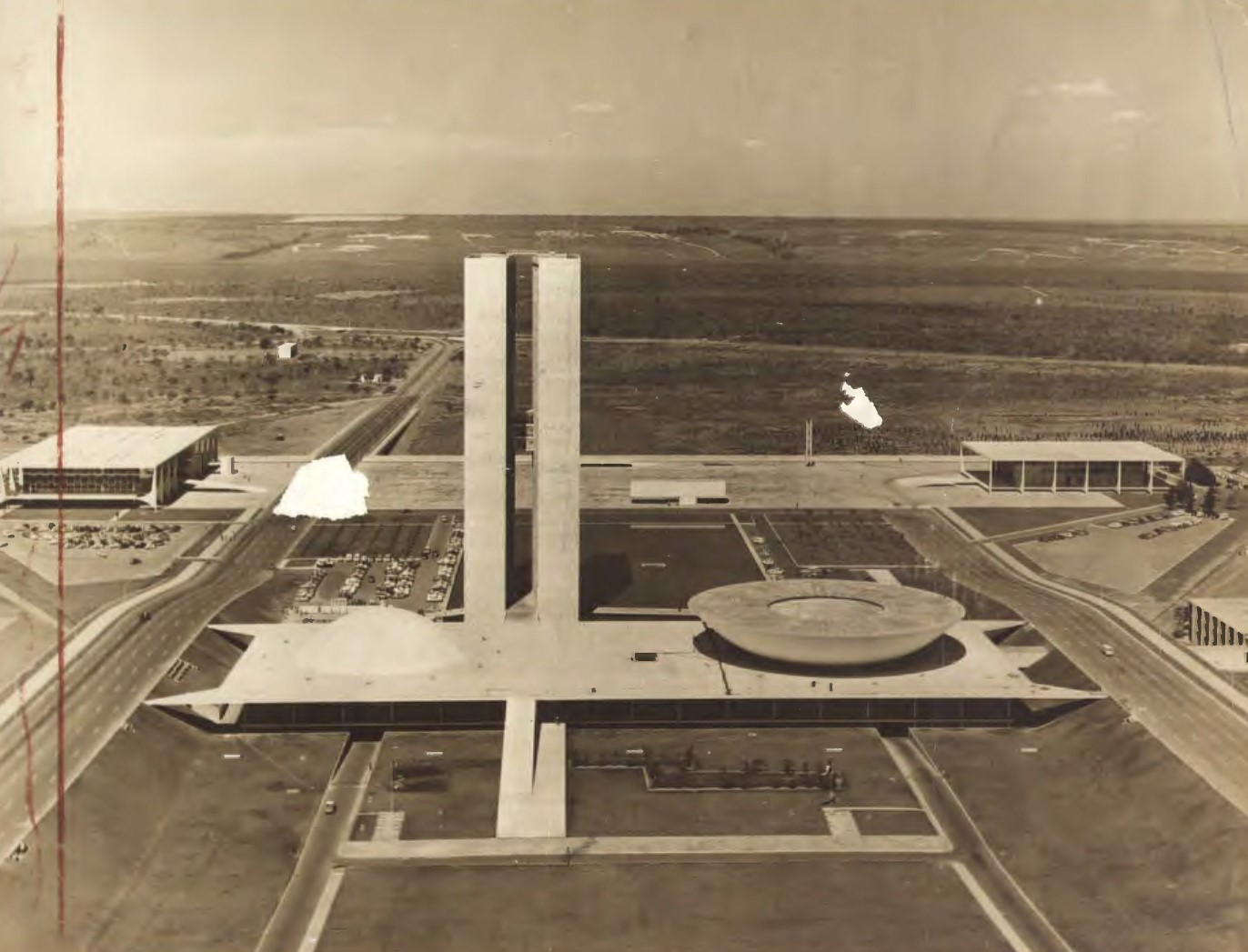
A praça em meados dos anos 1960

A Praça dos Três Poderes foi concebida por Lúcio Costa em seu projeto enviado ao Concurso Nacional do Plano Piloto da Nova Capital do Brasil. Em seu famoso relatório justificativo, cujo é considerado o grande fator que levou Lúcio a vitória, a diretriz de número 9 trata, entre outros setores, da Praça dos Três Poderes, onde ela é nomeada assim pela primeira vez.
Veja-se agora como nesse arcabouço de circulação ordenada se integram e articulam os vários setores. Destacam-se no conjunto os edifícios destinados aos poderes fundamentais que, sendo em número de três e autônomos, encontraram no triângulo eqüilátero, vinculado à arquitetura da mais remota antiguidade, forma elementar apropriada para contá-los. Criou-se então um terrapleno triangular, com arrimo de pedra à vista, sobrelevado na campina circunvizinha a que se tem acesso pela própria rampa da auto-estrada que conduz à residência e ao aeroporto. Em cada ângulo dessa praça — PRAÇA DOS TRÊS PODERES — localizou-se uma das casas, ficando as do Governo e do Supremo Tribunal na base e a do Congresso no vértice, com frente igualmente para uma ampla esplanada disposta num segundo terrapleno, de forma retangular e nível mais alto, de acordo com a topografia local, igualmente arrimado de pedras em todo o seu perímetro. A aplicação em termos atuais, dessa técnica oriental milenar dos terraplenos, garante a coesão do conjunto e lhe confere uma ênfase monumental imprevista. (…)— Lúcio Costa, Diretriz 9 do Relatório do Plano Piloto de 1957

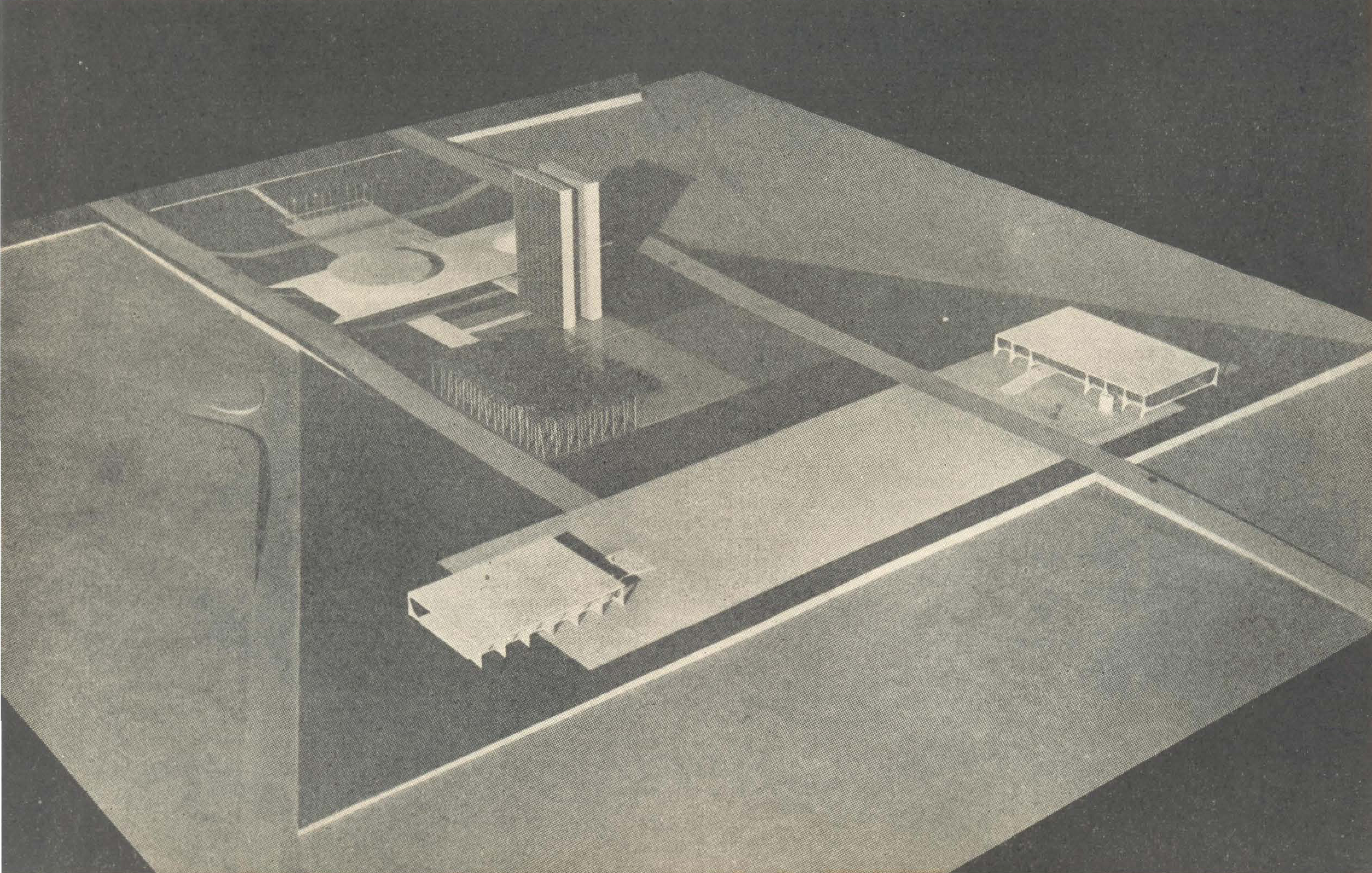
Formato em modelismo em 1957 (Revista Brasília, nº 11).

É definido ai o formato, os três prédios principais do conjunto, e a posição de cada uma — com o Palácio do Congresso Nacional ficando no vértice, tendo outra fachada voltada a "ampla esplanada" que seria a Esplanada dos Ministérios, com um terreno adequado usando técnicas de terraplenagem — na execução, porém, foi usado concreto armado ao invés de pedras no arrimo. Lúcio pensa a praça com o principal espaço simbólico da cidade e um símbolo laico de um país institucionalizado.[carece de fontes?]
As obras começam logo que o projeto é confirmado vencedor, e a praça é inaugurada, junto com a cidade, no dia 21 de abril de 1960. Além da praça e dos edifícios dos três poderes, ela contava, a época, apenas com o Museu Histórico de Brasília, que assim como os palácios também foi desenhado por Niemeyer, e os monumentos A Justiça e Os Guerreiros (hoje conhecido como Os Candangos).[carece de fontes?]
Em 1961, a praça recebe sua primeira adição, o Pombal, um pedido da primeira-dama Eloá Quadros feito por Niemeyer sob a justificativa de que uma praça deveria ter pombos. Por seu formato, acabou ficando conhecido por "prendedor de roupa". Na mesma década, foi feita mais uma obra de Niemeyer, a Casa de Chá, que acabou virando um ponto de boêmia em pleno coração político do Brasil.
Outras adições foram sendo feitas com o passar dos anos e novos monumentos e prédios surgiram na praça e em seu entorno. Um monumento a Israel Pinheiro, primeiro prefeito de Brasília, foi construído perto do museu. Em 1972, um colossal mastro de bandeira foi colocado na base do triângulo, fora da parte seca da praça. Em 1986, o Panteão da Pátria e da Liberdade Tancredo Neves foi construído na mesma região, que passou a ser chamada Bosque dos Constituintes após 1988. Mais um monumento de Niemeyer foi adicionado após tombamento da cidade pela UNESCO em 1987. O Espaço Lúcio Costa foi construído no subterrâneo em 1992.
Em 1987, Brasília foi reconhecido pela Unesco (Organização das Nações Unidas para a Educação, a Ciência e a Cultura) como Patrimônio Cultural da Humanidade.

## Características

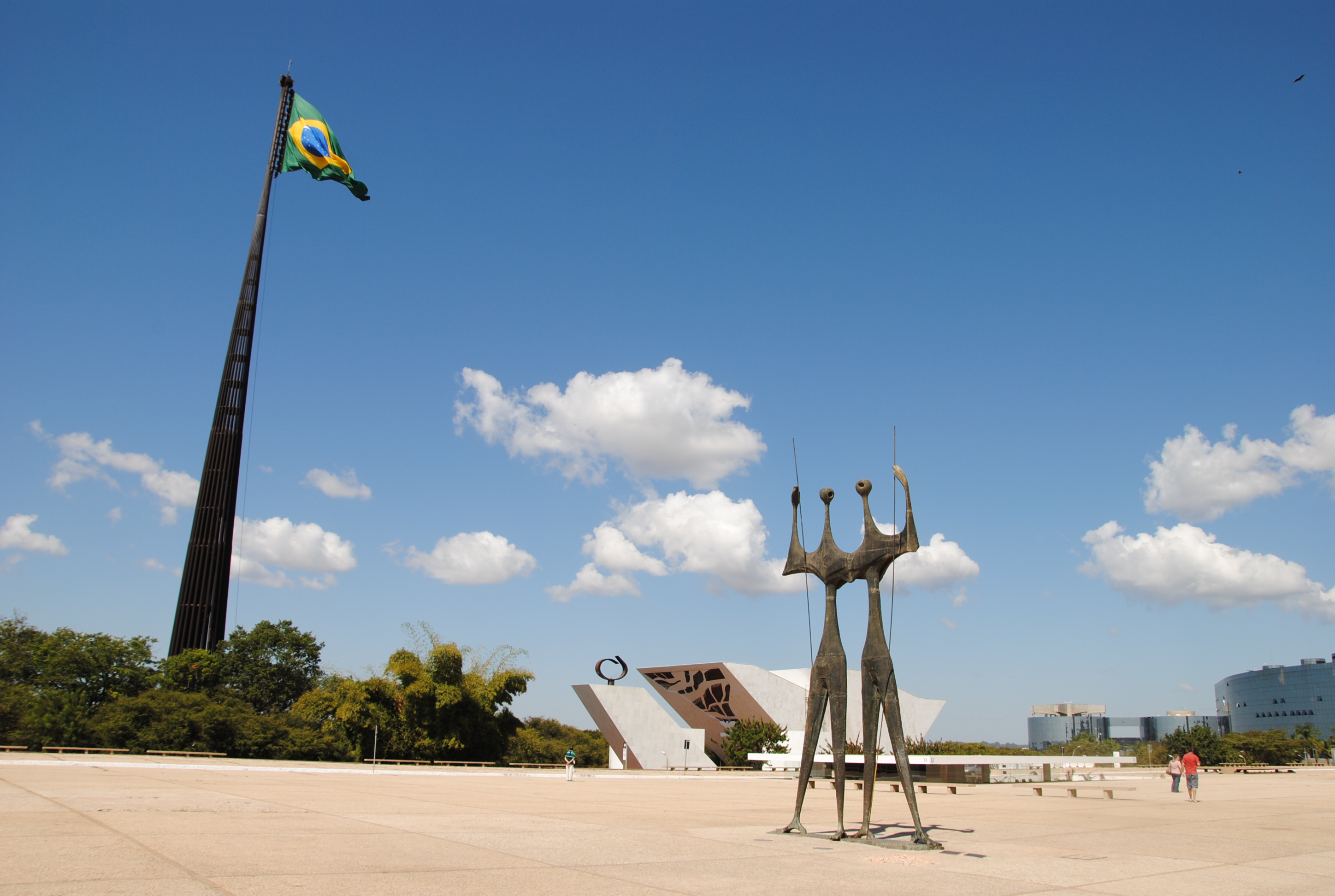
Vista da praça com a escultura "Os Candangos" em primeiro plano e o Mastro especial da Praça dos Três Poderes ao fundo.

A Praça dos Três Poderes, localizada no extremo leste do Plano Piloto, é um espaço aberto que mede aproximadamente 120 x 220 m, de modo que os prédios representativos dos poderes não se sobressaíssem um diante dos outros, em atenção ao princípio de que os poderes são harmônicos e independentes e, portanto, têm o mesmo peso.[carece de fontes?]
Não é uma praça tradicional, pois não possui árvores nem qualquer outro elemento que proporcione sombra às pessoas que nela permanecem. De vegetação, somente as palmeiras imperiais que circundam a grande superfície de água à altura do Congresso Nacional e o Bosque dos Constituintes, composto por arvores plantadas pelos deputados constituintes de 1988.[carece de fontes?]
Como os edifícios em volta da praça, nas orientações norte e sul, ocupam área reduzida em relação à área total do logradouro, obteve-se um efeito escultórico impressionante. Durante a noite, causa expressivo efeito o jogo de luzes dirigidos às colunas dos brancos palácios, sugerindo estarem suspensos no ar.[carece de fontes?]

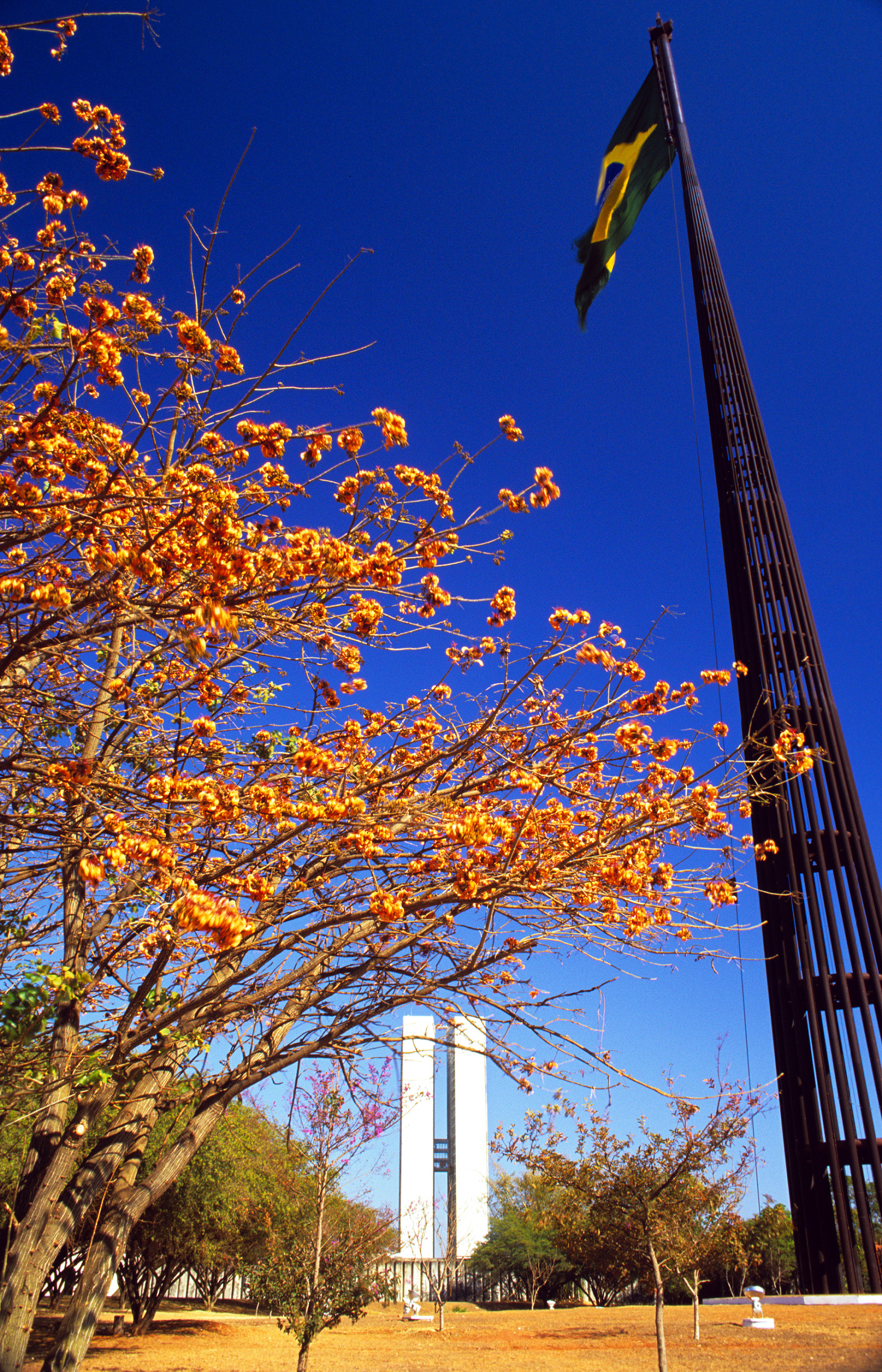
O Mastro da Praça dos Três Poderes, com o Congresso Nacional ao fundo.

Além dos palácios, a Praça dos Três Poderes, inclui as esculturas Os Guerreiros, de Bruno Giorgi (mais conhecida como Os Candangos), considerado um símbolo de Brasília, e A Justiça, escultura de Alfredo Ceschiatti, em frente ao STF. Pode-se ver ainda a Pira da Pátria e o Marco Brasília, em homenagem ao ato da Unesco que considerou a cidade Patrimônio Cultural da Humanidade.[carece de fontes?]
Na parte mais a oeste da praça está o Museu Histórico de Brasília ou Museu da Cidade, em cuja fachada há uma escultura da cabeça de Juscelino Kubitschek.[carece de fontes?]
A paisagem da praça também é marcada pelo Mastro da Bandeira, um monumento de autoria de Sérgio Bernardes de cem metros de altura. A Lei 5.700, de 1971, determinou a presença perene de uma bandeira nacional. Segundo o Livro Guinness dos Recordes, ela já foi a maior bandeira hasteada do mundo, medindo 286 m². Ela é substituída todo primeiro domingo de cada mês em uma cerimônia solene.
Ao leste, está o Panteão da Pátria, construído em homenagem ao presidente Tancredo Neves e que poderá vir a abrigar os restos mortais de ilustres figuras brasileiras. Sua forma sugere a imagem de uma pomba. No salão principal podem ser admirados o vitral de Marianne Peretti e o painel sobre Inconfidência Mineira, de João Câmara. No Salão Vermelho, pode-se apreciar o painel de Athos Bulcão. Já tiveram seus nomes inscritos no livro de aço lá exposto, os nomes de várias personalidades históricas. Também próximo ao Panteão, encontra-se ainda o Pombal, uma escultura de Niemeyer, em concreto, e a a Casa de Chá, hoje usada como Centro de Informações Turísticas, que fica semienterrada na praça. Niemeyer declarou que não pretendia criar mais prédios que chamassem atenção, já que o local já tem muitos deles. Pelo mesmo motivo, o Espaço Lúcio Costa está situado sob o piso da praça. Lá os visitantes podem ver uma maquete de Brasília, com 179 m².[carece de fontes?]
Já o Espaço Oscar Niemeyer está localizado na parte posterior da Praça dos Três Poderes, no Bosque dos Constituintes. É uma edificação cilíndrica, com área de 433 m²,  onde se podem admirar os trabalhos (painéis, desenhos e fotos) que representam as obras deste arquiteto. Apesar de um pouco retirado, com relação aos demais monumentos, é considerado parte da praça.[carece de fontes?]
A Praça dos Três Poderes é ponto de visitação turística e de concentrações populares, não só as cívicas, como a troca da guarda do palácio presidencial e o hasteamento da bandeira, mas também das grandes manifestações de reivindicação e protesto.[carece de fontes?]
1. Centro de Informações Turísticas ("Casa de Chá")
2. "O Pombal" (por Oscar Niemeyer)
3. Supremo Tribunal Federal
4. "A Justiça" (por Alfredo Ceschiatti)
5. Espaço Lúcio Costa
6. Anexo IV da Câmara de Deputados
7. Museu da Cidade
8. Monumento a Israel Pinheiro
9. Palácio Itamaraty - Ministério de Relações Exteriores
10. Esplanada dos Ministérios
11. Monumento UNESCO
12. Palácio do Congresso Nacional
12a. Anexo I da Câmara de Deputados (Torre Norte)
12b. Anexo I do Senado Federal (Torre Sul)
13. Torre de Televisão de Brasília
14. Escultura "Os Guerreiros"/"Os Candangos" (por Bruno Giorgi)
15. Anexo II do Senado Federal
16. Palácio do Planalto

### Palácio do Congresso Nacional

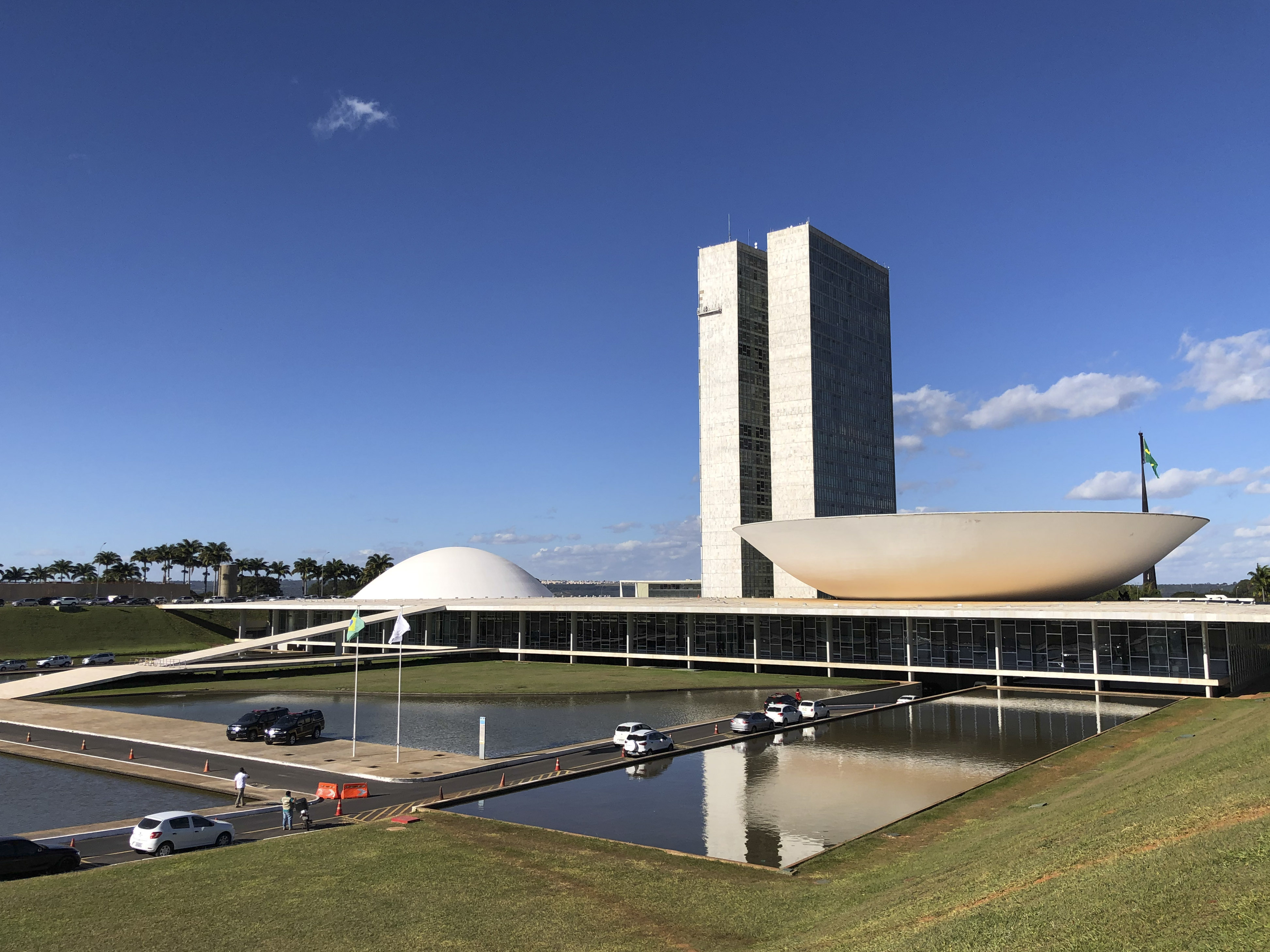
O prédio principal do Congresso Nacional do Brasil.

Em seus depoimentos, Oscar Niemeyer declara que o edifício do Congresso Nacional é sua realização predileta. Cartão-postal de Brasília, com sua concepção plástica arrojada, a sede do Poder Legislativo brasileiro é um conjunto de construções onde se destacam as duas cúpulas representando os plenários: a cúpula maior (côncava) do plenário da Câmara dos Deputados e a cúpula pequena (convexa), que abriga o plenário do Senado Federal.[carece de fontes?]
Na face voltada para a Praça dos Três Poderes, possui um espelho d’água. No anexo I, formado por dois prédios verticais de 28 pavimentos, com cem metros de altura, funciona a administração das duas casas legislativas. Ao longo dos anos, outros anexos foram sendo construídos, fora da área da praça, para novos gabinetes parlamentares e instalação de escritórios para as atividades de apoio.[carece de fontes?]
Compõem o prédio o Salão Negro, o Salão Verde, o Salão Nobre, os Plenários da Câmara e do Senado, bem como as galerias (que unem o prédio principal aos anexos tanto na Câmara como no Senado) e a chapelaria no Senado. Na chapelaria existe um pequeno museu com o mobiliário do antigo Senado, que funcionou no Palácio Monroe no Rio de Janeiro. O Congresso possui um acervo artístico expressivo, com obras de Di Cavalcanti, Alfredo Ceschiatti, Marianne Peretti, Fayga Ostrower, Carybé e Maria Bonomi.[carece de fontes?]

### Palácio do Supremo Tribunal Federal

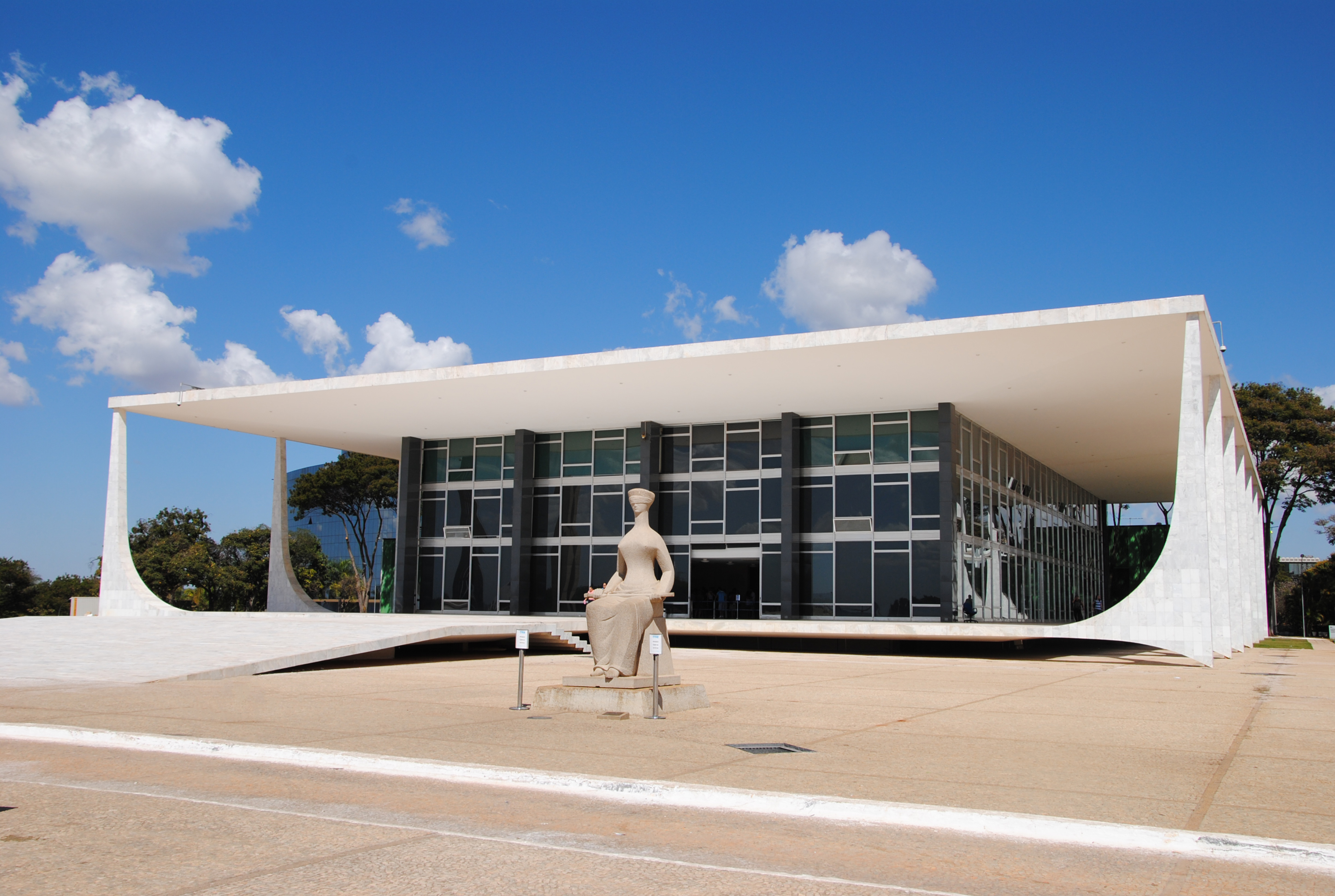
O Palácio do Supremo Tribunal Federal, sede do Poder Judiciário.

O prédio de colunas externas segue o mesmo modelo criado para o Palácio do Planalto e o Palácio da Alvorada. Prédio moderno, a sede do Supremo Tribunal Federal possui obras de arte distribuídas por seus espaços e um museu com um plenário da antiga sede do Rio de Janeiro, além de móveis, togas e objetos pessoais de ex-ministros. Em exposição permanente, a história das leis e de todas as Constituições do país.[carece de fontes?]
O prédio situado na praça é usado para solenidades e para as sessões plenárias. Os serviços administrativos funcionam em anexos construídos ao longo do tempo.[carece de fontes?]

### Palácio do Planalto

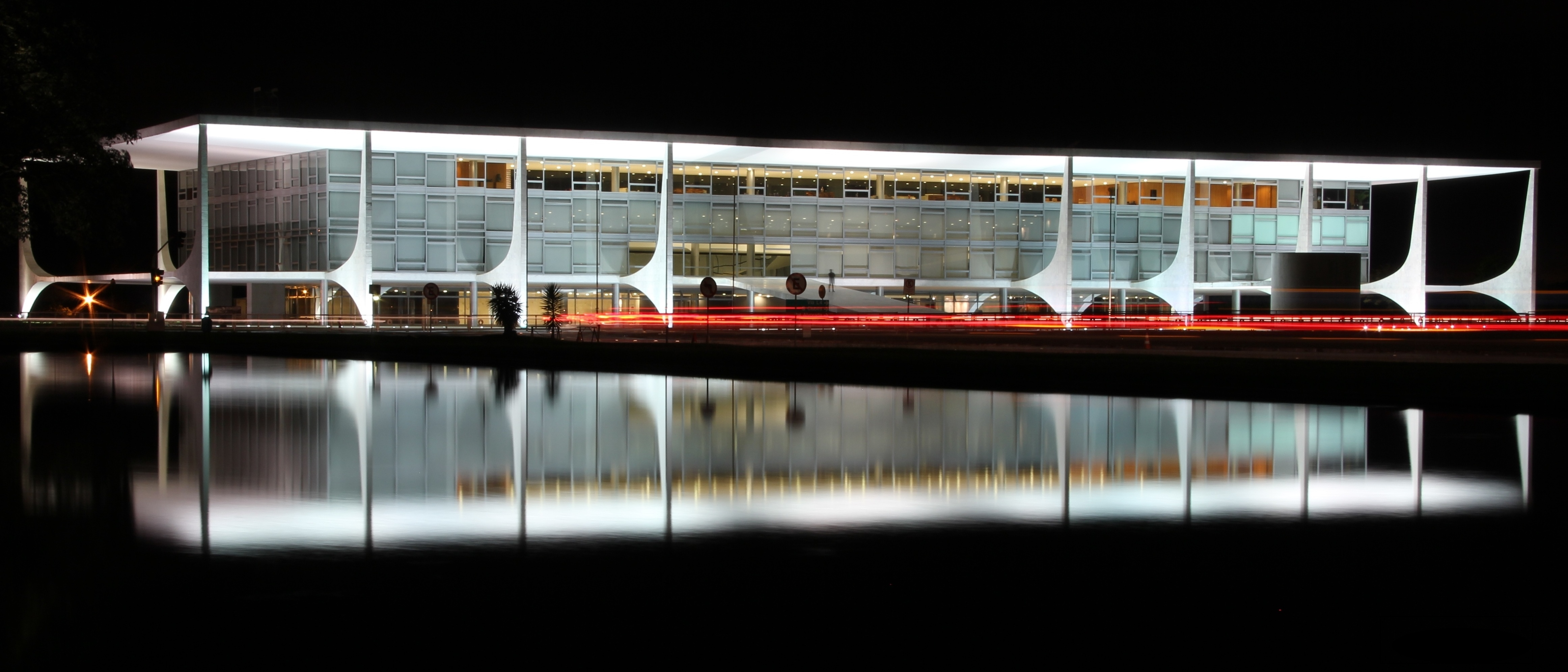
O Palácio do Planalto, sede do Poder Executivo.

A sede do Poder Executivo do Brasil, é local de trabalho da Presidência e abriga também alguns ministérios como a Casa Civil. É revestido de mármore branco e da fachada principal, voltada para a Praça dos Três Poderes, são visíveis apenas quatro andares, embora a edificação possua subsolos e anexos administrativos.[carece de fontes?]
As reuniões ministeriais são realizadas no amplo salão onde está instalada a imponente mesa oval, no segundo andar. O Gabinete Presidencial está localizado no terceiro andar, ao lado dos Gabinetes Civil e de Segurança Institucional. Uma ampla rampa, em espiral, une esses dois pisos. Ainda no segundo andar, estão localizados os salões Leste e Oeste, onde são realizadas as cerimônias de entrega de credenciais de diplomatas estrangeiros, assinaturas de leis e tratados ou de posse de ministros de Estado.[carece de fontes?]